# Dolnośląski biały łapciaty

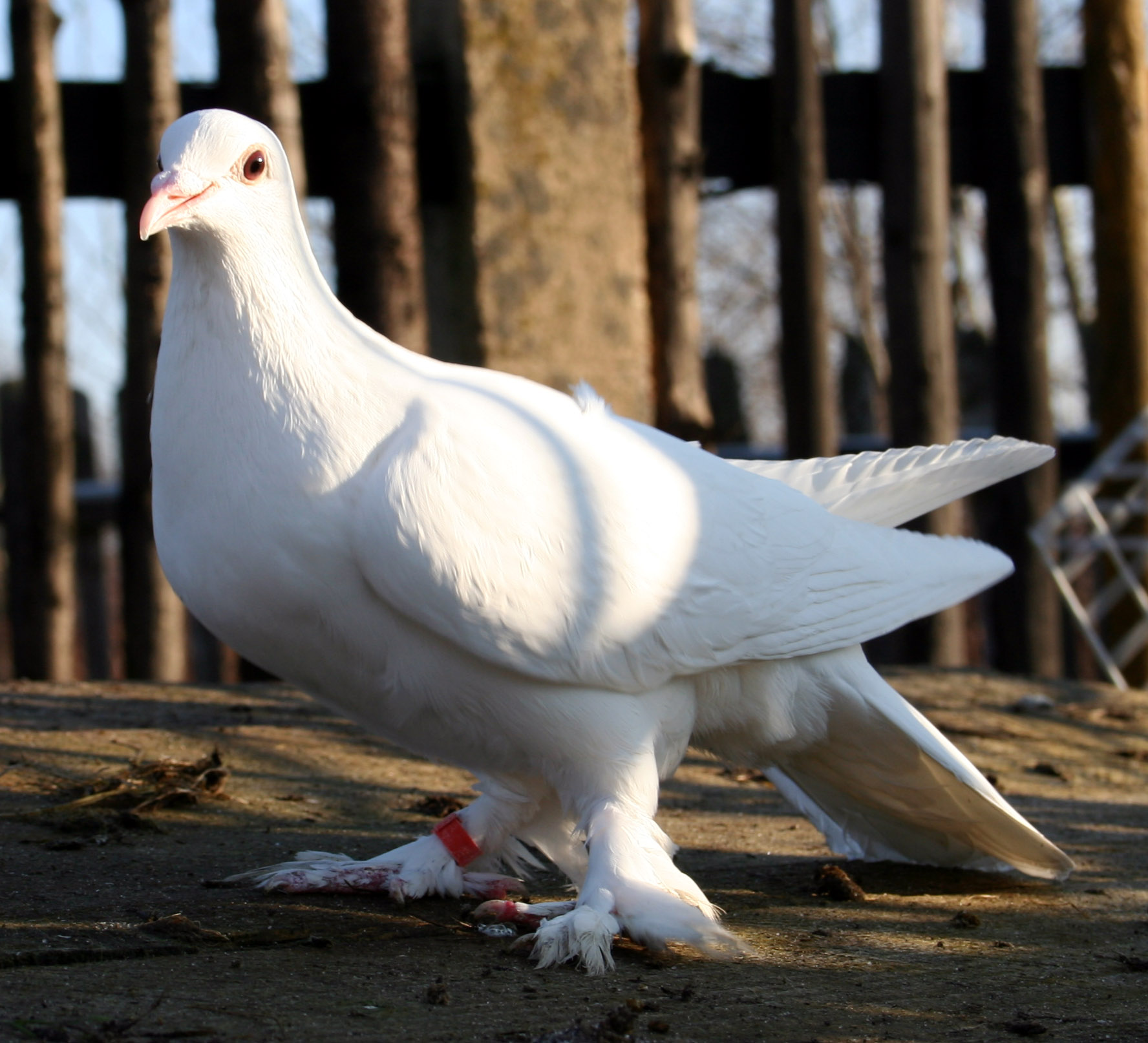
Gołąb rasy dolnośląski biały łapciaty

Dolnośląski biały łapciaty jest to jedna z ras gołębi, hodowana na centralnych obszarach Polski i Dolnego Śląska.
Dawniej gołębie tej rasy nazywano "bocianami polskimi", po zarejestrowaniu oficjalna nazwa tej rasy to "Dolnośląski biały łapciaty". 
Gołębie te zaliczane są do grupy gołębi lotnych. Sylwetka jest smukła, o tułowiu wydłużonym i średniej wielkości głowie. Długie nogi razem z palcami są upierzone długimi piórami. Ubarwienie ciała jest białe z dziobem o cielistym kolorze. 